# 胡切河
胡切河（烏克蘭語：Гуче），是烏克蘭的河流，位於該國中北部基輔州，屬於捷捷列夫河的左支流，該河流發源自庫哈里西南面1.5公里，河道全長2.5公里。